# Bojarin
Die Bojarin  (russisch Боярин, Gutsherr, Adliger) war ein Geschützter Kreuzer der Kaiserlich Russischen Marine, der in Dänemark in der Kopenhagener Werft Burmeister & Wain konstruiert und gebaut wurde. Sie war eine Parallelentwicklung zu der in Deutschland bestellten Nowik. Bei Beginn des Russisch-Japanischen Krieges war sie im Fernen Osten stationiert. Sie ging schon am dritten Tag des Russisch-Japanischen Krieges durch einen Minentreffer verloren.

## Planung und Bau
Im Rahmen des „Schiffbau-Programms für die Bedürfnisse des Fernen Ostens“ sollten auch vier Geschützte Kreuzer Zweiten Ranges für Aufklärungs-, Unterrichtungs- und Unterstützungsaufgaben und die Bekämpfung von Torpedobooten gebaut werden. Der Marinetechnische Ausschuss erhielt etliche Angaben und entschied sich für den Entwurf der Schichau-Werke, der zur Nowik und den Nachbauten der Isumrud-Klasse führte. Gleichzeitig vergab er am 15. April 1899 den Auftrag für die Bojarin, obwohl das dänische Projekt die Wünsche des Ausschusses nur begrenzt erfüllte. Es wird vermutet, dass die Mutter des Zaren, Maria Fjodorowna, eine dänische Prinzessin, diesen davon überzeugte, auch in ihrer Heimat einen Kreuzer für die russische Marine zu bestellen.
Der wichtigste Nachteil des dänischen Projekts war die Unsicherheit hinsichtlich der Längsfestigkeit des Schiffes. Die Versuche der Verbesserung erhöhten die Verdrängung von 2.600 auf 3.075 Tonnen und reduzierten die Geschwindigkeit. Dazu war der Kreuzer teurer als die Nowik, da in Dänemark höhere Löhne gezahlt wurden und viele Einzelteile von der dänischen Werft im Ausland bezogen werden mussten.
Die offizielle Kiellegung erfolgte am 24. September 1900, nachdem Anfang September schon ein russischer Bauoffizier in Kopenhagen stationiert worden war. Am 26. Mai/8. Juni 1901 erfolgte der Stapellauf der Bojarin. Zum Kommandanten des Schiffes wurde Kapitänleutnant Wladimir Fjodorowitsch Sarytschew ernannt, der zuvor in China an der Niederschlagung des Boxer-Aufstandes teilgenommen hatte. Er überwachte die Fertigstellung des Kreuzers und lobte die Bauausführung durch die Dänen.
Im Juni 1902 begannen die Werksprobefahrten noch unter dänischer Flagge. Dabei zeigten sich starke Vibrationen des Rumpfes ab einer Geschwindigkeit von 14 Knoten.

## Dienst vor dem Krieg
Am 1. September 1902 (im August des russischen Kalenders) wurde die Bojarin in Dienst genommen. Am 19. Oktober 1902 verlegte der Kreuzer unter dem Kommando von Sarytschew nach Kronstadt, wo er am 21. Oktober ankam. Schon zwei Wochen später wurde er dem Verband des Konteradmirals Stackelberg zugeteilt, der das Pazifische Geschwader verstärken sollte. Kern des Verbandes waren die Linienschiffe Retwisan und Pobeda mit den Kreuzern I. Klasse Pallada und Diana. Die bereits in Marsch gesetzten Kreuzer Askold und Nowik sowie die Bogatyr – alle drei aus deutscher Fertigung – wurden dem Verband zugerechnet, wie auch sieben Torpedoboote, die nach Ostasien verlegten. Allerdings war der Verband wohl nie geschlossen zusammen. Es wurden Übungen zum Teil mit französischer Beteiligung zwischen Algerien und Kreta durchgeführt.
Die Bojarin folgte dem über Libau auslaufenden Verband der beiden Linienschiffe und der drei Kreuzer am 9. November aus Kronstadt und lief direkt nach Kopenhagen, um bei der Bauwerft einige Reparaturen durchführen zu lassen. Bei ungünstigen Windverhältnissen und Seegang bis Stärke fünf legte sie die 697 sm in 51,5 Stunden zurück (13,5 kn). Ende November schloss sie in Portland zum Verband auf und lief darauf Vigo an, um den Chefingenieur des Schiffes beizusetzen, der sich kurz nach dem Verlassen Portlands aus unbekannten Gründen erschossen hatte. Im Mittelmeer fiel der Verband etwas auseinander, da an verschiedenen Schiffen Reparaturen nötig waren und auch die Torpedoboote zum Verband herangezogen wurden.

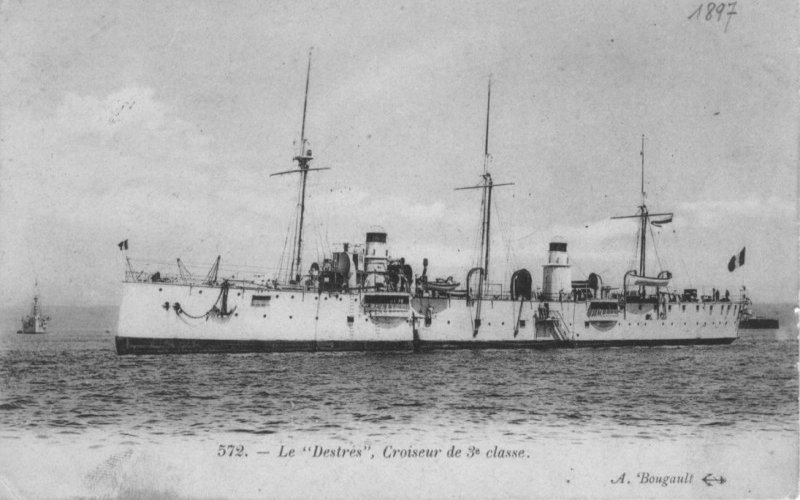
Kreuzer Destres
Schwesterschiff der Infernet

Die Bojarin erhielt den Befehl, in den Persischen Golf zu laufen und die politischen Interessen Russland zu demonstrieren. Am 6./7. Februar 1903 passierte sie den Sueskanal. Es war die vierte Fahrt eines russischen Kriegsschiffes in diesem Seegebiet. Ähnliche Fahrten hatten zuvor schon das Kanonenboot Giljak im Jahr 1900, die Kreuzer Warjag im Jahr 1901 und die Askold im Dezember 1902 auf ihren Ausreisen nach Fernost gemacht. Darauf reagierte die britische Regierung negativ und wollte keine Kohle bereitstellen. Man vereinbarte daher ein Zusammenwirken mit dem französischen Stationsschiff Infernet, mit dem Bojarin am 12. Februar 1903 in Dschibuti zusammentraf, um gemeinsam die Fahrt durchzuführen. Am 17. Februar liefen die beiden Kreuzer aus, besuchten zuerst Maskat und liefen dann bei starkem Sturm nach Buschehr, wo sie fünf Tage verblieben und die Bojarin den Kohlenvorrat um 200 Tonnen ergänzen konnte. Es folgten Kuwait mit drei Tagen Aufenthalt, Lingeh, Bandar Abbas und wieder Maskat, wo die beiden Kreuzer drei Tage verblieben. Der britische Kreuzer Perseus beobachtete die Aktivitäten der beiden Kreuzer. Am 17. März trennte sich die Bojarin von ihrem französischen Begleiter, bevor sie am 19. März in Karatschi einlief.
Nach vier Tagen Aufenthalt und der Übernahme von 300 Tonnen Kohle lief die Bojarin in 131 Stunden nach Colombo, wo sie am 28. März mit der Bogatyr zusammentraf. Mit dem Verband Stackelbergs lief sie nach drei Wochen Überholung, Versorgung und Ruhe am 16. April weiter nach Sabang, Singapur und abweichend vom Flaggschiff Retwisan über Shanghai nach Port Arthur, wo sie am 24. Mai 1903 eintraf und stationiert wurde.
Sie nahm dann an den Manövern des Pazifischen Geschwaders im Gelben Meer und dessen Fahrten bis nach Wladiwostok teil. Vom Vizekönig Alexejew wurde sie wegen ihres sparsamen Kohlenverbrauchs gelobt. Im Dezember 1903 wurde die Bojarin nach der Verschärfung der militärisch-politischen Situation als Stationär nach Tschemulpo geschickt. Anfang Januar 1904 wurde sie durch die Warjag abgelöst und lief nach Port Arthur.

## Russisch-Japanischer Krieg

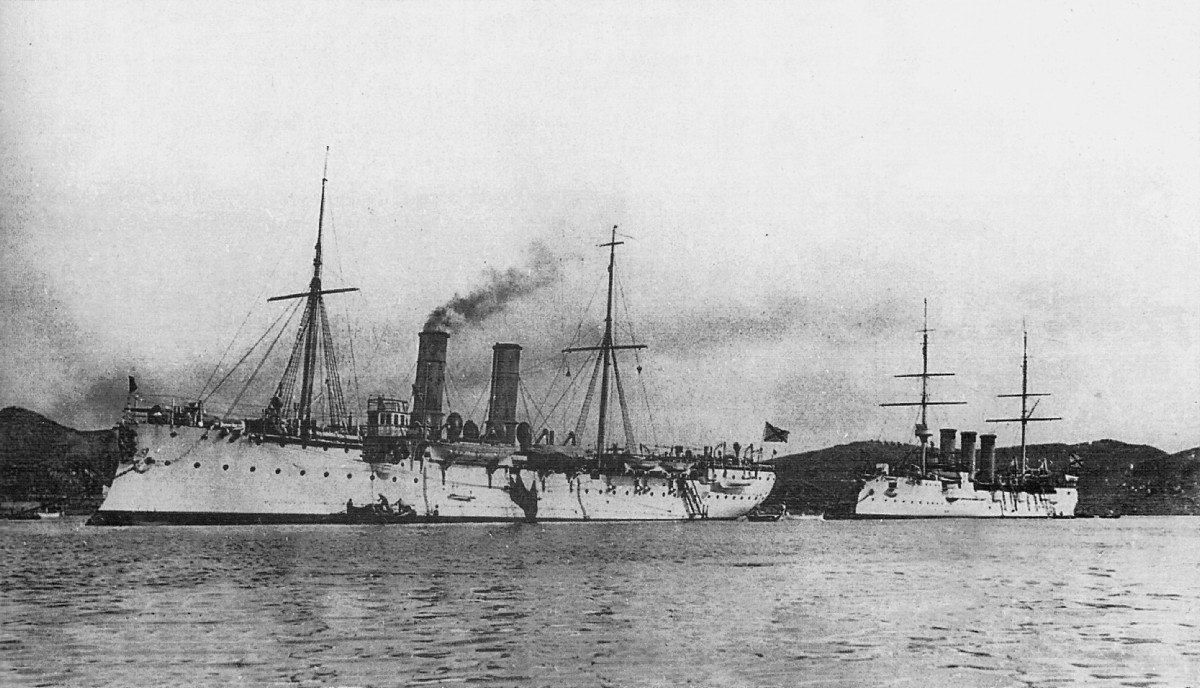
Minenleger Jenissei und der Kreuzer Bojarin in Port Arthur

Beim ersten japanischen Angriff auf Port Arthur in der Nacht vom 8. auf den 9. Februar 1904 wurde die Bojarin nicht beschädigt. Sie lief mit den anderen Kreuzern relativ spät aus. Dabei griffen sie beinahe das einlaufende russische Torpedoboot Silnyi an, das vom Kriegsausbruch keine Kenntnis hatte. Am Abend des nächsten Tages erhielt die Bojarin den Befehl, den Minenleger Jenissei zu begleiten, der die letzten Minenfelder zur Sicherung Port Arthurs in der Bucht von Dalian verlegen sollte, später aber auf eine eigene Mine lief und als erstes russisches Kriegsschiff verloren ging. Zerstörer wurden entsandt, um die Lage zu klären, da man von Land von einem erneuten Angriff der japanischen Flotte ausging. Später lief auch die Bojarin auf eine kurz zuvor von der Jenissei gelegte Mine, worauf die Mannschaft das Schiff verließ und auf die Zerstörer ging. 
Am nächsten Tag wurden die Torpedoboote Wynosliwy und Grosowoi in die Bucht von Dalian geschickt. Sie fanden den inzwischen aufgelaufenen Kreuzer und glaubten, dass ein Abbringen möglich sei. Am folgenden Tag sollte damit begonnen werden. In der Nacht wurde die  Boyarin im Sturm weitergetrieben und dabei wohl nochmals durch weitere Minen beschädigt. Die Bojarin wurde an einer unzugänglichen Stelle angetrieben, so dass eine Bergung nicht mehr möglich war. Ihr Kommandant Sarytschew wurde für schuldig befunden, den Kreuzer vorzeitig verlassen zu haben.